# Susan Naquin
Susan Naquin (* 25. August 1944) ist eine US-amerikanische Historikerin.

## Leben und Wirken
Sie erwarb 1966 den BA an der Stanford University in Geschichte, 1968 den MA an der Yale University in Ostasienkunde und 1974 den Ph.D. an der Yale University in Geschichte. Sie lehrte von 1993 bis 2013 als Professorin am Institut für Geschichte und Institut für Ostasienwissenschaften der Princeton University. 2014 wurde Naquin in die American Academy of Arts and Sciences gewählt.
Ihre Forschungsschwerpunkte sind Bauernaufstände, Familien und Rituale, Wallfahrten, Tempel und die Geschichte Pekings.

## Schriften (Auswahl)
- Millenarian rebellion in China. The Eight Trigrams uprising of 1813. New Haven 1976, ISBN 0-300-01893-2.
- Shantung rebellion. The Wang Lun uprising of 1774. New Haven 1981, ISBN 0-300-02638-2.
- mit Evelyn S. Rawski: Chinese society in the eighteenth century. New Haven 1987, ISBN 0-300-03848-8.
- Peking. Temples and city life, 1400–1900. Berkeley 2000, ISBN 0-520-21991-0.